# Plopsaqua Mechelen
Plopsaqua Mechelen was een gepland Belgisch waterpark van Gert Verhulst en Hans Bourlon in de gemeente Mechelen. Bij realisatie zou het het derde Plopsaquapark worden, na Plopsaqua De Panne en Plopsaqua Landen-Hannuit. Dit project werd afgeblazen op 12 december 2024 omdat het project niet meer haalbaar is

## Planning
De opening van het waterpark was in eerste instantie gepland voor 2023 op een terrein naast Technopolis. In 2021 werd een bouwvergunning aangevraagd. De geschatte kostprijs van het project bedroeg vijfenveertig miljoen euro, drie keer zo veel als Plopsaqua De Panne en twee keer zoveel als Plopsaqua Hannut-Landen gekost heeft.
In de planning van 2022 was het de bedoeling om het zwembad eind 2024 of begin 2025 te openen, met een budget van vijftig miljoen euro voor de aanleg. De provinciale commissie die over de mileuvergunningen gaat nam er wat langer dan voorzien de tijd voor, met gevolg dat in september 2022 de bouwaanvraag werd ingetrokken.

## Controversieel project
Het terrein waar het park gepland is staat bekend als het Zennebeemdenbos. De actiegroep Groene Buffer van Mechelen-Zuid, BOS+, Greenpeace en Natuurpunt proberen de bouw van het pretpark en de parkeertoren al jaren te verhinderen. In september 2022 besliste de Plopsa groep nog om een lopende vergunningsaanvraag in te trekken. Onder andere na opmerkingen van de Provinciale Omgevingsvergunningscommissie over de milieunormen en de toegankelijkheid. Een nieuwe bouwaanvraag in juni 2023 bleek onvolledig te zijn. Tegen de laatste bouwaanvraag kwamen tijdens het derde openbaar onderzoek in januari 2024 meer dan 630 bezwaarschriften binnen.
In juni 2024 kreeg het project een omgevingsvergunning toegekend van stad Mechelen. De bouw zou in september 2024 starten en Plopsaqua zou in 2026 de deuren openen.